# Rainieria obscura
Rainieria obscura är en tvåvingeart som först beskrevs av Willi Hennig 1935.  Rainieria obscura ingår i släktet Rainieria och familjen skridflugor. Inga underarter finns listade i Catalogue of Life.